# Шура (приток Нуката)
Шура (баш. Өшөрә) — река в России, течёт по территории Белорецкого района Башкортостана. Устье реки находится в 1 км по левому берегу реки Нукат. Длина реки составляет 11 км.

## Данные водного реестра
По данным государственного водного реестра России относится к Камскому бассейновому округу, водохозяйственный участок реки — Сим от истока и до устья, речной подбассейн реки — Белая. Речной бассейн реки — Кама.
Код объекта в государственном водном реестре — 10010200612111100019591.